# Йоланди Фисер
Йоланди Фисер (на африкаанс: Yolandi Visser, истинско име Анри Дю Туа (Anri Du Toit), е южноафриканска певица и рапърка. Солистка е на рап-рейв-групата Die Antwoord.

## Биография
Родена е в град Порт Алфред 3 март 1984 г. По нейните собствени изявления е изоставена в ранна възраст и е осиновена. Бащата ѝ е бил свещеник, а майка ѝ – домакиня. За първи път опитва да направи запис 16-годишна, когато пристига с родителите си в град Претория.

### Die Antwoord
След завършване на училище Анри пристига да работи в Кейптаун, където среща бъдещия си съпруг Уоткин Тюдор Джонс (известен като Weddy, Ninja и Max Normal), с когото впоследствие влиза в състава на групата. Третият член на гупата е DJ Hi-Tech, който никога не се появява в клиповете към песните на Die Antwoord.

### Личен живот
Омъжена е за Уоткин Тюдор Джонс (Watkin Tudor Jones) със сценично име Нинджа (Ninja'). Има дъщеря на име Сикстин Джонс (Sixteen Jones).

## Дискография
С Max Normal
- Songs from the Mall (2001)

С The Constructus Corporation
- The Ziggurat (2003)

С MaxNormal.TV
- Rap Made Easy (2007)
- Good Morning South Africa (2008)

С Die Antwoord
- $O$ (2009)
- 5 EP (2010)
- $O$ (rerelease) (2010)
- TEN$ION (2012)